# Liste der Biografien/Marm
Liste der Biografien |
Portal Biografien |
Personensuche
# |
A |
B |
C |
D |
E |
F |
G |
H |
I |
J |
K |
L |
M |
N |
O |
P |
Q |
R |
S |
T |
U |
V |
W |
X |
Y |
Z |
?
 
Ma |
Mb |
Mc |
Md |
Me |
Mf |
Mg |
Mh |
Mi |
Mj |
Mk |
Ml |
Mm |
Mn |
Mo |
Mp |
Mq |
Mr |
Ms |
Mt |
Mu |
Mv |
Mw |
Mx |
My |
Mz
 
Maa |
Mab |
Mac |
Mad |
Mae |
Maf |
Mag |
Mah |
Mai |
Maj |
Mak |
Mal |
Mam |
Man |
Mao |
Map |
Maq |
Mar |
Mas |
Mat |
Mau |
Mav |
Maw |
Max |
May |
Maz
 
Mara |
Marb |
Marc |
Mard |
Mare |
Marf |
Marg |
Marh |
Mari |
Marj |
Mark |
Marl |
Marm |
Marn |
Maro |
Marp |
Marq |
Marr |
Mars |
Mart |
Maru |
Marv |
Marw |
Marx |
Mary |
Marz
Die Liste der Biografien führt alle Personen auf, die in der deutschsprachigen Wikipedia einen Artikel haben. Dieses ist eine Teilliste mit 68 Einträgen von Personen, deren Namen mit den Buchstaben „Marm“ beginnt.

## Marm

### Marma
- Marmaduke of Thwing (Ritter, † nach 1234), englischer Ritter
- Marmaduke of Thwing (Ritter, † nach 1282), englischer Ritter
- Marmaduke, John S. (1833–1887), US-amerikanischer Politiker und General der Konföderierten im Sezessionskrieg
- Marmaduke, Meredith Miles (1791–1864), US-amerikanischer Politiker
- Marmagen, Petrus († 1604), Abt der Prämonstratenserabtei Arnstein an der Lahn
- Marmaggi, Francesco (1876–1949), italienischer Geistlicher, Kardinal der römisch-katholischen Kirche
- Marmaï, Pio (* 1984), französischer Schauspieler
- Marmann, Michael Johannes (1937–2019), deutscher römisch-katholischer Ordenspriester
- Marmann-Kunz, Elfriede (1952–2025), deutsche Politikerin (SPD), MdL
- Marmara, Nilgün (1958–1987), türkische Dichterin
- Marmara, Uğur (* 1987), türkischer Mountainbike- und Straßenradrennfahrer
- Marmaralı, Samuel Abravaya (1875–1954), türkischer Mediziner sowie Politiker jüdischen Glaubens
- Marmarellis, Christos (* 2002), griechischer Skirennläuferin
- Marmarosa, Dodo (1925–2002), US-amerikanischer Jazzpianist

### Marmb
- Marmbrandt, Malin (* 1985), schwedische Leichtathletin

### Marme
- Marmé, Wilhelm (1832–1897), deutscher Pharmakologe und Hochschullehrer
- Marmeladen-Oma (* 1931), deutsche Live-Streamerin auf TwitchMarmeladen-Oma (* 1931)

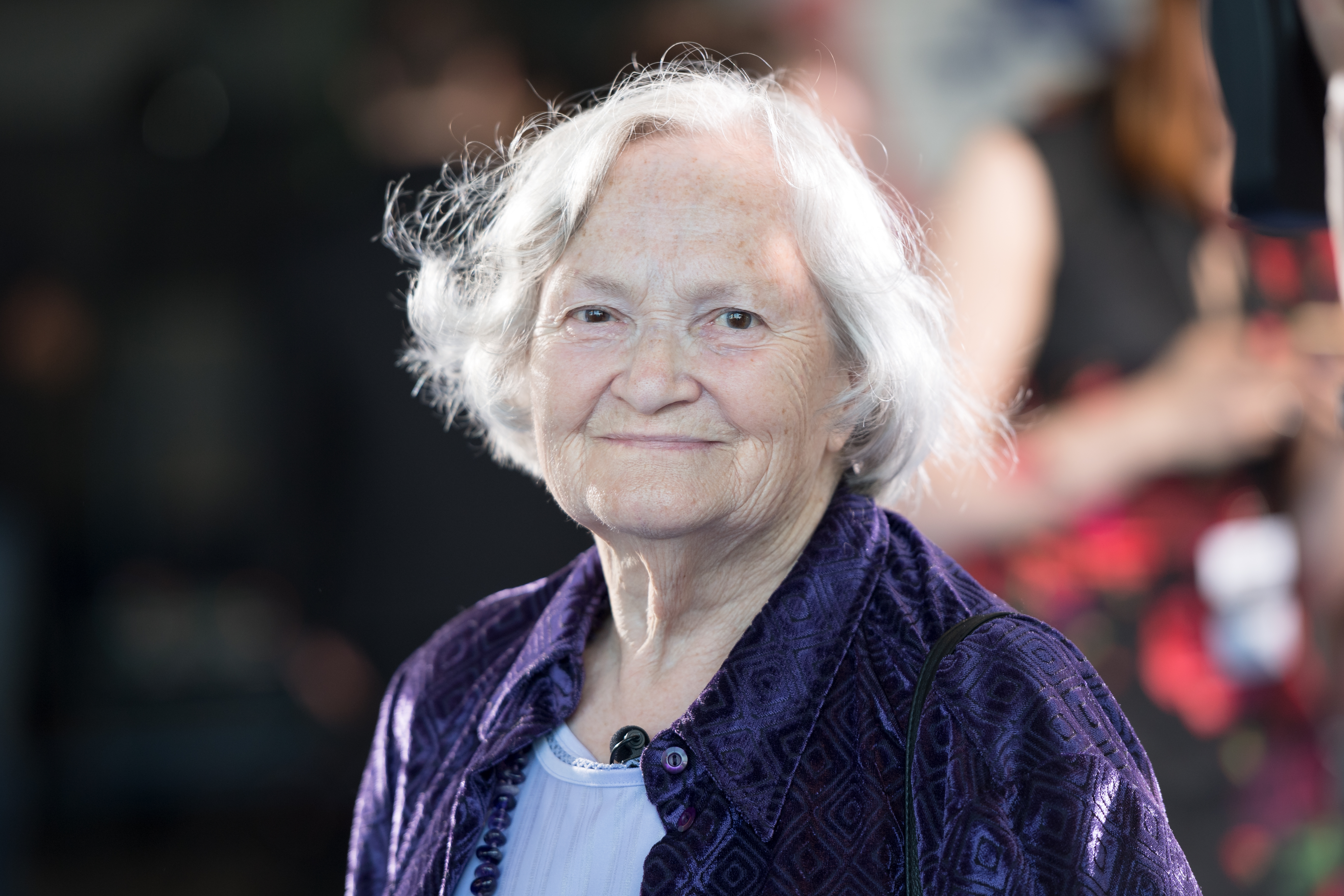
Marmeladen-Oma (* 1931)

- Marmelo, Manuel Jorge (* 1971), portugiesischer Schriftsteller und Journalist
- Marmet, Jürg (1927–2013), Schweizer BergsteigerJürg Marmet (1927–2013)

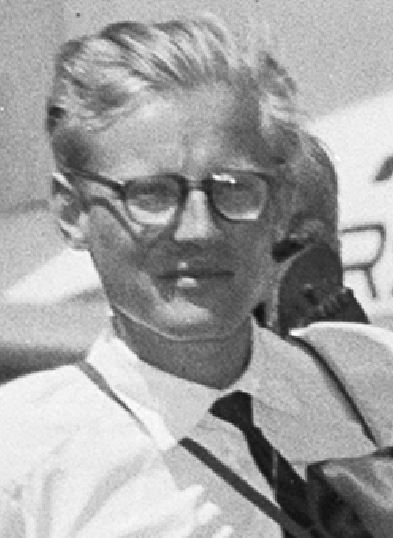
Jürg Marmet (1927–2013)

### Marmi
- Marmier, Auguste (1841–1894), Schweizer Jurist und Politiker
- Marmier, Lionel de (1897–1944), französischer Flieger, Brigadegeneral und Autorennfahrer
- Marmier, Xavier (1808–1892), französischer Reiseschriftsteller, Germanist und Mitglied der Académie française
- Marmillod, Dorly (1914–1978), Schweizer Bergsteigerin, Pionierin des Andinismus
- Marmillod, Frédéric (1909–1978), Schweizer Bergsteiger, Chemiker und Pionier des Andinismus
- Marmion, Columba (1858–1923), Abt der Abtei Maredsous
- Marmion, Simon († 1489), französisch-flämischer Maler und Illustrator

### Marmo
- Mármol, José (1817–1871), argentinischer Schriftsteller, Politiker und Leiter der argentinischen Nationalbibliothek
- Mármol, Miguel (1905–1993), salvadorianischer Gewerkschaftsaktivist
- Marmolejo León, Emigdio (1878–1939), mexikanischer Landwirt, Aktivist und Funktionär
- Marmon, Alfons (1873–1928), deutscher Bildhauer und Altarbauer
- Marmon, Franz (1908–1954), deutscher Jurist, Gestapo-Mitarbeiter und SS-Führer
- Marmon, Franz Josef (* 1724), deutscher Maler
- Marmon, Franz Xaver (1832–1878), deutscher Bildhauer und Altarbauer des Historismus
- Marmon, Franz Xaver (1879–1963), deutscher Bildhauer und Altarbaue
- Marmon, Josef (1820–1885), deutscher katholischer Geistlicher und Domherr in Freiburg
- Marmon, Joseph (1858–1934), deutscher katholischer Geistlicher
- Marmon, Neale (* 1961), englischer Fußballspieler und -trainer
- Marmont, Auguste Frédéric Louis Viesse de (1774–1852), französischer FeldherrAuguste Frédéric Louis Viesse de Marmont, duc de Raguse (1774–1852)

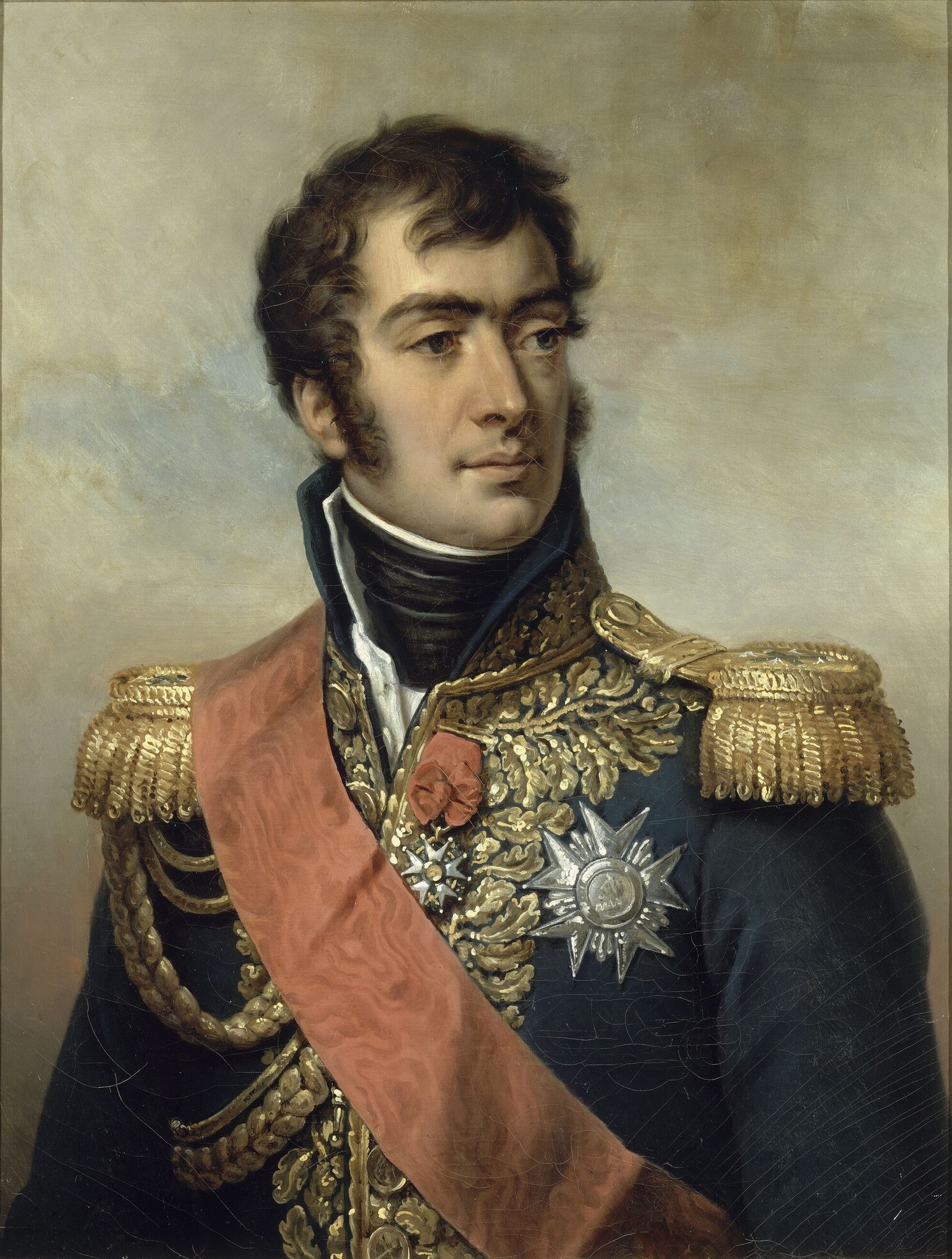
Auguste Frédéric Louis Viesse de Marmont, duc de Raguse (1774–1852)

- Marmont, Louise (* 1967), schwedische Curlerin
- Marmont, Patricia (1921–2020), britische Schauspielerin
- Marmont, Percy (1883–1977), britischer Schauspieler
- Marmontel, Antoine (1816–1898), französischer Komponist und Musikpädagoge
- Marmontel, Antonin (1850–1907), französischer Komponist, Pianist und Musikpädagoge
- Marmontel, Jean-François (1723–1799), französischer Schriftsteller und Enzyklopädist
- Marmor, Johann (1804–1879), deutscher Arzt und Historiker
- Marmor, Judd (1910–2003), US-amerikanischer Psychiater
- Marmor, Kristian (* 1987), estnischer Fußballspieler
- Marmor, Lutz (* 1954), deutscher Betriebswirt und ehemaliger Intendant des Norddeutschen Rundfunks
- Marmor, Theodore R. (* 1939), US-amerikanischer Rechts- und Medizinsoziologe, Hochschullehrer der Yale University
- Marmorek, Alexander (1865–1923), österreichischer Bakteriologe und Zionist
- Marmorek, Cornelia (1877–1944), österreichische Grafikerin und Malerin
- Marmorek, Oskar (1863–1909), österreichischer Architekt und Zionist
- Marmorek, Schiller (1878–1943), österreichischer Jurist und Schriftsteller
- Marmorini, Luca (* 1961), italienischer Rennwageningenieur und Motortechniker
- Marmoro, Francesco († 1594), österreichischer Architekt, landschaftlicher Baumeister, zuletzt Superintendent und oberster Baumeister
- Marmorosch, Jacob (1823–1905), rumänischer Geldverleiher, Pfandleiher und Bankier
- Marmorstein, Amitai, kanadischer Schauspieler und Synchronsprecher
- Marmorston, Jessie (1903–1980), russisch-amerikanische Medizinerin und Hochschullehrerin
- Marmot, Michael (* 1945), britischer Epidemiologe
- Marmottan, Anémone (* 1988), französische Skirennläuferin
- Marmottan, Paul (1856–1932), französischer Kunsthistoriker, Sammler und Mäzen
- Marmottin, Louis-Augustin (1875–1960), französischer römisch-katholischer Geistlicher, Bischof von Saint-Dié und Erzbischof von Reims
- Marmoush, Omar (* 1999), ägyptisch-kanadischer FußballspielerOmar Marmoush (* 1999)

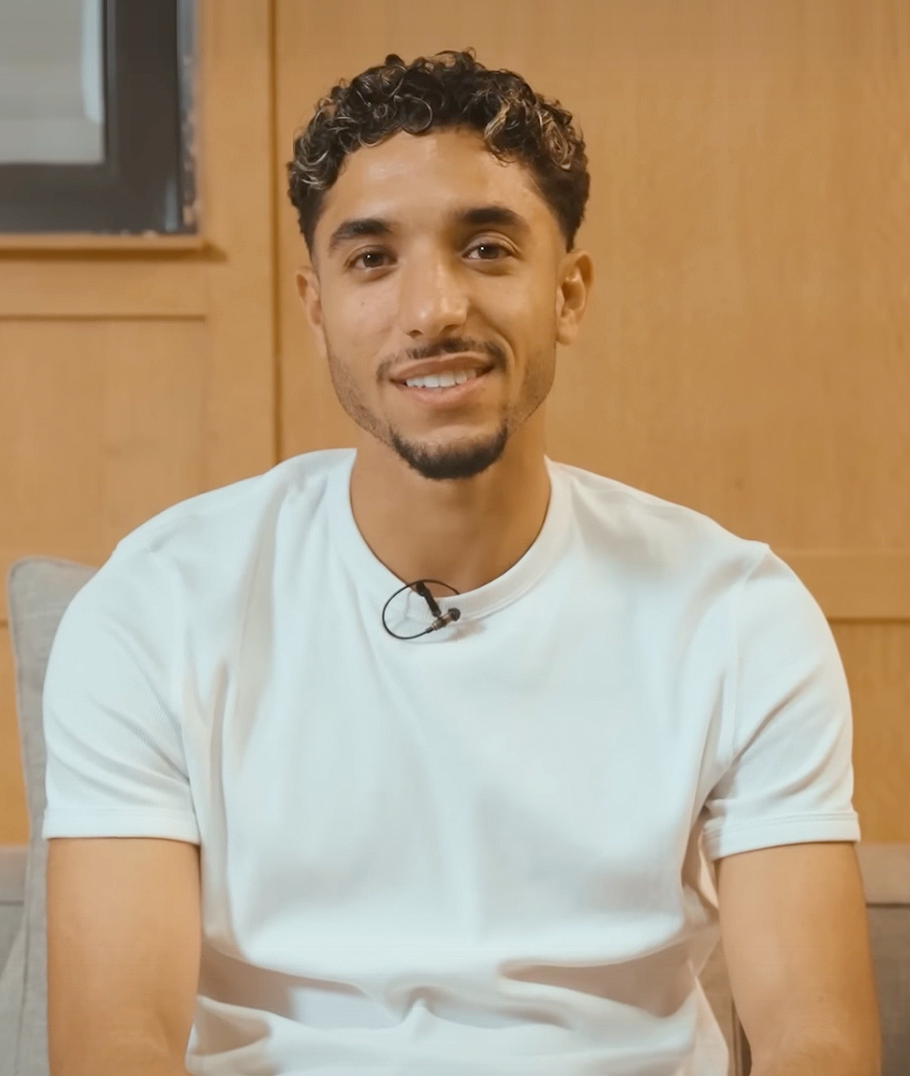
Omar Marmoush (* 1999)

### Marmu
- Marmulla, Helmut (1933–1997), deutscher Politiker (SPD), MdL
- Marmulla, Ingo (* 1955), deutscher Gitarrist und Musiklehrer
- Marmulla, Ludwig (1908–1990), deutscher Politiker (KPD, SED), Kommunist und Widerstandskämpfer
- Marmulla, Rüdiger (* 1963), deutscher Mund-, Kiefer- und Gesichtschirurg
- Marmurek, Olivier (* 1969), französischer Tischtennisspieler